# Кумани, Михаил Николаевич (младший)
Михаил Николаевич Кумани (греч. Κουμάνης)(15 августа 1831, Севастополь — 19 декабря 1889, Севастополь) — российский военный моряк, контр-адмирал. Сын генерала флота Николая Михайловича Кумани; внук адмирала Михаила Николаевича Кумани; правнук контр-адмирала Николая Петровича Кумани; зять адмирала Андрея Ивановича Никонова.

## Биография
Родился 15 августа 1831 года в Севастополе в семье потомственных моряка, дворянина Таврической губернии Николая Михайловича Кумани. Вступил в службу в 1847 году. В 1850 году из юнкеров Черноморского флота произведён в мичманы с назначением на Балтийский флот. С 1853 года — вновь на Черноморском флоте. С началом Крымской войны, в 1854 году в составе гребной флотилии лейтенант Кумани, командуя канонерской лодкой № 2, участвовал в бою с четырьмя англо-французскими пароходами около Очакова. За отличия, проявленные в этом сражении, награждён орденом Святой Анны III степени с мечами. С апреля 1855 года состоял в гарнизоне Севастополя, на 3-м бастионе, где 25 мая был ранен в ногу осколком гранаты и контужен. После выздоровления вернулся в Севастополь, назначен командиром батареей № 16 на Северной стороне.
После окончания Крымской войны Кумани был вновь на короткое время назначен на Балтийский флот. В 1858 году вернулся на Чёрное море, совершив переход на винтовом корвете «Удав» вокруг Европы. С 1863 года в чине капитан-лейтенанта Кумани командовал следующими судами: шхуной «Суук-Су», пароходом «Инкерман», шхуной «Туапсе». В 1864 году был командирован на Каспийское море для изучения техники промера глубин, занимался вопросами описания Бакинского архипелага и островов в юго-западной части Каспийского моря.
16 (28) июня 1867 года переведен в 4-й флотский экипаж. 23 ноября (5 декабря) 1868 года назначен старшим офицером броненосного фрегата «Адмирал Грейг». В 1867—1872 годах совершил плавание в Тихий океан, во время которого, в 1871—1872 годах командовал винтовым клипером «Изумруд». Именно на этом корабле, в декабре 1872 года вывез из Новой Гвинеи Н. Н. Миклухо-Маклая. В том же году Кумани был присвоен чин капитана 2-го ранга. Вскоре после возвращения, в 1873 году (по другим данным, в 1874 году) Кумани было присвоено звание капитана 1-го ранга. Последующие 6 лет, с 1874 по 1880 годы, служил на броненосных фрегатах, в том числе на фрегате «Адмирал Лазарев» (1877—1879). В 1880 году Кумани очередной раз переведён на Балтику с назначением начальником штаба главного командира Кронштадтского порта. 30 августа 1882 года Кумани произведён в контр-адмиралы.
Вскоре, 1 июля 1885 года контр-адмирал Кумани был переведён на Черноморский флот с назначением градоначальником Севастополя, а через год и командиром Севастопольского порта. На этом посту М. Н. Кумани оставался 4 года, до дня своей смерти.
В годы его правления в Севастополе были выполнены:
- окончена разбивка Приморского бульвара и состоялось его торжественное открытие (сентябрь 1885 года). Для создания бульвара были использованы развалины одной из самых крупных береговых батарей России — Николаевской, которую в 1855 году взорвали французы;
- по указу Его Императорского Величества Александра III в Севастополе был основан яхт-клуб — один из самых старейших в России спортивных клубов. Здание в псевдомавританском стиле было построено в 1885—1886 годах на месте Николаевской батареи;
- досрочно спущен на воду головной корабль Черноморского флота — трёхбашенный эскадренный броненосец «Чесма», а также корабль «Синоп» (1886);
- в балке Микрюкова построена водонапорная башня, которая обеспечивала одноимённый водопровод в Корабельную слободку, действующий и сейчас (1886);
- в 1887 году построено новое здание Морского собрания на месте прежнего, разрушенного в последние дни обороны Севастополя. Оно находилось на Екатерининской площади, у подножия Центрального холма, на котором расположен Матросский бульвар;

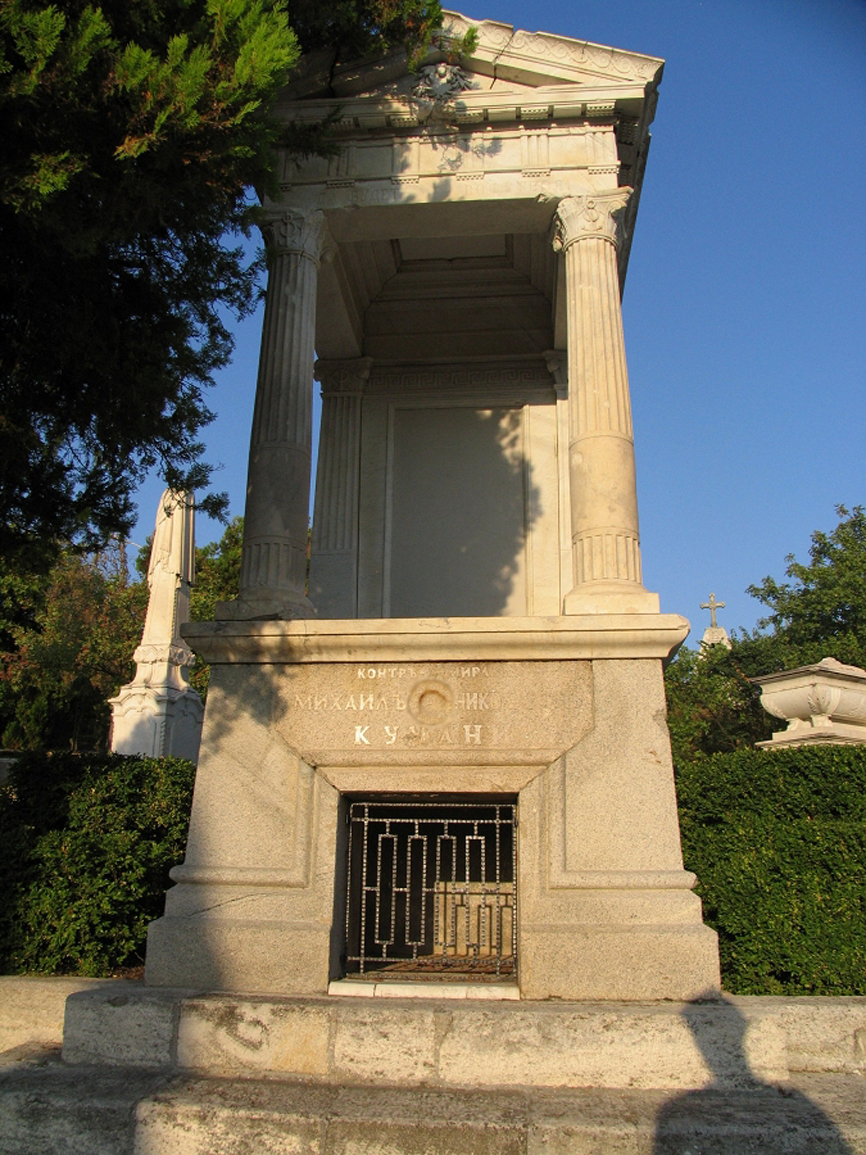
Мавзолей контр-адмирала М. Н. Кумани в Севастополе.

- в том же 1887 году были открыты приют для инвалидов и начальная школа для детей инвалидов по инициативе и на капитал участника обороны Севастополя генерал-лейтенанта П. И. Менькова. В начальной школе обучались грамоте и ремеслу дети севастопольских инвалидов всех сословий и вероисповеданий.
- в 1888 году восстановлен собор Св. Петра и Павла, разрушенный в годы Крымской войны;
- завершено строительство Владимирского собора на городском холме (1888);
- вышел первый номер городской газеты «Крымский вестник» (1888);
- В Херсонесе начались систематические научно-исследовательские раскопки под руководством К. К. Косцюшко-Валюжинича (1888);

Кроме того, Кумани поддерживал городское общественное самоуправление, содействовал возрождению каботажного плавания и торговли. Он был председателем Севастопольского отделения общества Красного Креста. И это не исчерпывающий перечень того, что было сделано за период его пребывания на должности градоначальника.
Михаил Николаевич Кумани скончался в Севастополе 19 декабря 1889 года, похоронен (по его завещанию) на Братском кладбище, расположенном на Северной стороне. На могиле — изящный мраморный памятник с мозаичным образом архангела Михаила под белым мраморным навесом. На памятнике — эпитафия: «Да будет воля твоя. Михаил Николаевич Кумани». На левой стороне памятника высечено: «Мастерская А. Тузини в Одессе, архитектор Б. А. Рожнов». Одна из надписей на его памятнике: « С 1 июля 1885 г. по день смерти 19 декабря 1889 г. был командиром Севастопольского порта и градоначальником. Скончался в Севастополе». Известно, что на Каспийском море в память о М. Н. Кумани один из островов назван его именем.

## Награды
- Орден Святого Станислава 2-й степени (1858)
- Орден Святой Анны 2-й степени с мечами (1864)
- Орден Святого Владимира 4-й степени с бантом (1874)
- Орден Святого Владимира 3-й степени (1877)
- Орден Святого Станислава 1-й степени (1885)
- Орден Святой Анны 1-й степени с мечами (1887)

## Семья
Жена: Елизавета Ивановна Кумани.

Сын: Михаил Михайлович Кумани (1862 — после 1915) — капитан 2-го ранга, командир минного крейсера «Абрек», участник военных событий в Китае, русско-японской войны и Первой мировой войны.

## Память
В честь М. Н. Кумани назван остров в Каспийском море.